# Gliese 876 e

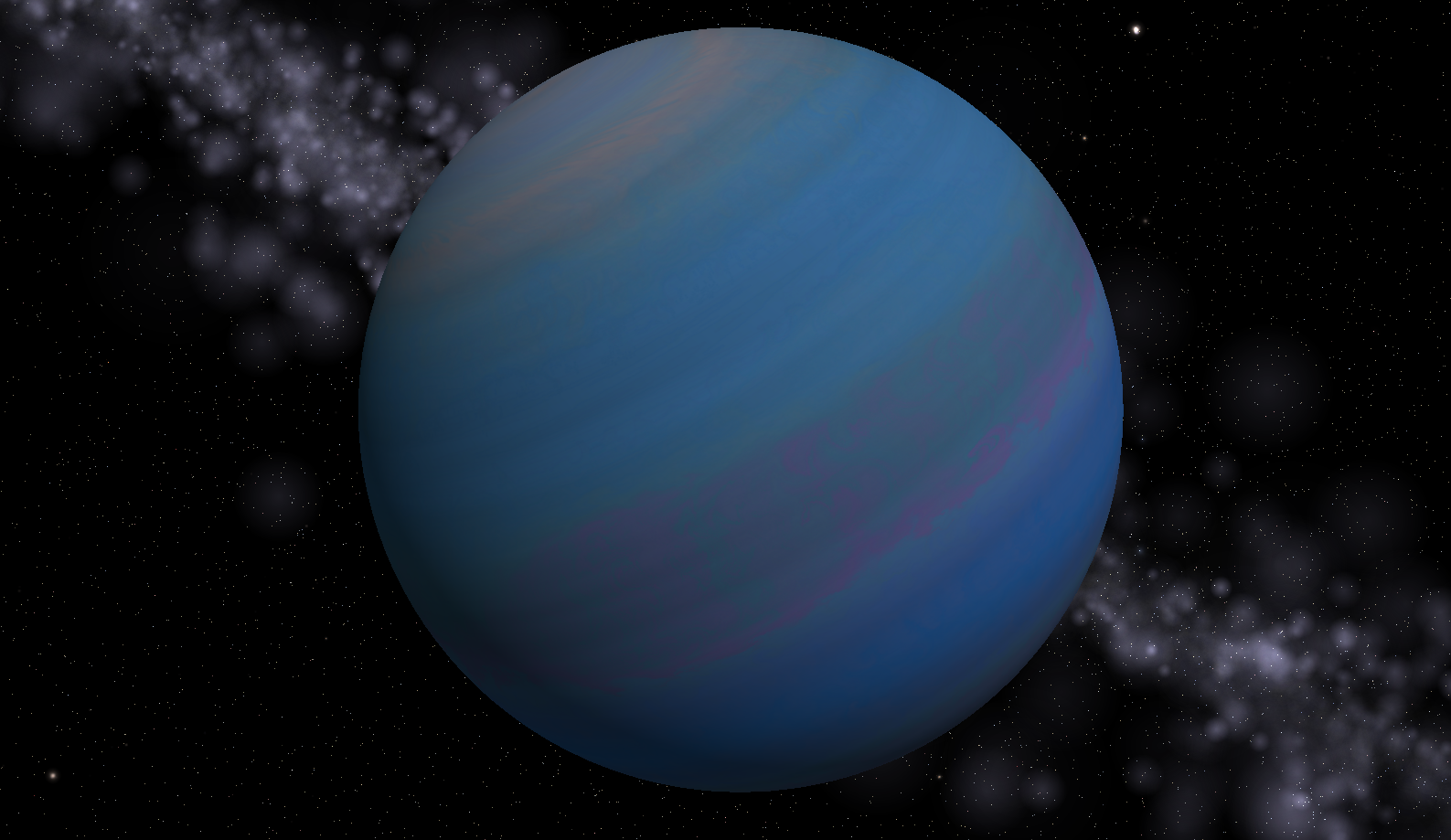
Impressão artística de Gliese 876 e.

Gliese 876 e é um planeta extrassolar que orbita em torno de Gliese 876, uma estrela que está localizada a aproximadamente 15,30 anos-luz (4,69 pc) de distância a partir da Terra, na constelação de Aquarius. Ele está em uma ressonância de Laplace de 1:2:4 com os planetas Gliese 876 c e Gliese 876 b: para cada órbita do planeta e, o planeta b completa duas órbitas e o planeta c completa quatro. Esta configuração é o segundo exemplo conhecido de uma ressonância de Laplace depois dos satélites de Júpiter Io, Europa e Ganimedes.

## Características
Gliese 876 e tem uma massa similar à do planeta Urano. O planeta completa um órbita em torno de sua estrela hospedeira a cada 124,69 dias, ou cerca de um terço de um ano. Embora o período orbital seja mais longa do que a do planeta Mercúrio em torno do Sol, a massa inferior de sua estrela-mãe em relação ao Sol significa que a órbita do planeta tem um semieixo maior um pouco menor. Ao contrário de Mercúrio, Gliese 876 e tem uma órbita quase circular com uma excentricidade de 0,055 ± 0,012.
Este planeta, assim como Gliese 876 b e Gliese 876 c, provavelmente migraram para o interior do sistema planetário.